# Psacaliopsis
Psacaliopsis es un género de plantas herbáceas perteneciente a la familia de las asteráceas. Comprende 5 especies descritas, aunque solo 4 aceptadas.

## Taxonomía
El género fue descrito por H.Rob. & Brettell y publicado en Phytologia 27: 408. 1974. La especie tipo es: Psacaliopsis purpusii (Greenm. ex Brandegee) H.Rob. & Brettell.

## Especies aceptadas
A continuación se brinda un listado de las especies del género Psacaliopsis aceptadas hasta agosto de 2012, ordenadas alfabéticamente. Para cada una se indica el nombre binomial seguido del autor, abreviado según las convenciones y usos.
- Psacaliopsis macdonaldii (B.L.Turner) C.Jeffrey
- Psacaliopsis paneroi (B.L.Turner) C.Jeffrey
- Psacaliopsis pinetorum (Hemsl.) Funston & Villaseñor
- Psacaliopsis purpusii (Greenm. ex Brandegee) H.Rob. & Brettell